# Swift Current—Grasslands—Kindersley
Circonscription électorale fédérale du Canada
Swift Current—Grasslands—Kindersley est une circonscription électorale fédérale canadienne dans la province de la Saskatchewan représentée depuis 2025. 

## Géographie
La circonscription est créée en 2022 à partir de la circonscription de Cypress Hills—Grasslands qui perd alors la ville d'Assiniboia, mais obtient les villes de Biggar et Rosetown.
Le nom de la circonscription est en partie lié au Parc national des Prairies ((en) Grasslands National Park).

## Députés
| Législature                                                           | Années                                                                | Député                                                                | Député                                                                | Parti                                                                 |
| Swift Current—Grasslands—Kindersley issue de Cypress Hills—Grasslands | Swift Current—Grasslands—Kindersley issue de Cypress Hills—Grasslands | Swift Current—Grasslands—Kindersley issue de Cypress Hills—Grasslands | Swift Current—Grasslands—Kindersley issue de Cypress Hills—Grasslands | Swift Current—Grasslands—Kindersley issue de Cypress Hills—Grasslands |
| --------------------------------------------------------------------- | --------------------------------------------------------------------- | --------------------------------------------------------------------- | --------------------------------------------------------------------- | --------------------------------------------------------------------- |
| 45e                                                                   | 2025-en cours                                                         |                                                                       | Jeremy Patzer                                                         | Conservateur                                                          |

## Résultats électoraux
Modèle:Élection générale canadienne de 2025 — Swift Current—Grasslands—Kindersley